# 사토시라이시역
사토시라이시역(일본어: 里白石駅)은 일본 후쿠시마현 이시카와군 아사카와정에 위치한 동일본 여객철도 스이군선의 철도역이다. 단선 승강장 1면 1선의 구조를 갖춘 지상역이다.

## 이용 현황
| 승차 인원 추이 | 승차 인원 추이 |
| 연도           | 1일 평균       |
| -------------- | -------------- |
| 2000           | 77             |
| 2001           | 63             |
| 2002           | 66             |
| 2003           | 60             |
| 2004           | 68             |

## 역 주변
- 국도 제118호선

## 역사
- 1934년 12월 4일 : 개업.
- 1946년
  - 5월 31일 : 이 날 끝으로 여객 취급 구간의 제한을 폐지.
  - 6월 1일 : 수하물과 소하물의 취급을 개시.
- 1970년 10월 1일 : 무인화. 개인 상점에서 승차권 발매를 위탁했던 간이위탁역으로 됨.
- 1987년 4월 1일 : 일본국유철도 분할 민영화에 의해, 동일본 여객철도가 승계.

## 인접 역
| 스이군선                 | 스이군선   | 스이군선                     |
| ------------------------ | ---------- | ---------------------------- |
| 이와키아사카와 미토 방면 | ■ 스이군선 | 이와키이시카와 고리야마 방면 |